# 883 (乐队)
883乐队（意大利文读作“otto otto tre”）是一支意大利乐队，由Max Pezzali、Mauro repetto和其他后来加入的音乐家组成。
凭借他们的前两张专辑Hanno ucciso l'uomo ragno和Nord sud ovest est种年轻和纯粹的歌词从意大利流行乐之中脱颖而出，并成为意大利九零年代的标志。
尽管他们主要的音乐类型为流行音乐，在他们的音乐历程之中也包括了舞曲和摇滚乐。

## 乐队历史

### 开始
883的故事开始于八零年代的帕维亚，在念理工科高中的同学Max Pezzali和Mauro Repetto开始写歌。他们第一次展示他们才华的机会是在1989年，他们受当时冉冉升起的新星艺名为Jovanotti的Lorenzo Cherubini之邀参加了一档名为1-2-3 Jovanotti的广播节目，两人将自己的组合称之为“I Pop”（意大利语“I Pop”和“Hop-Hop”同音），并展示了他们英文说唱歌曲里的全部曲目。（其中一个被命名为Live in the Music）他们的音乐经验一度结束并似乎不会再有新的专辑诞生。

### Hanno ucciso l'uomo ragno
但实际上，一段时间后他们遇到了Claudio Cecchetto并对他们起了决定性的影响，两人开始创作新的歌曲，但这一次是用意大利语并且他们将乐队的名称由“I Pop”改名为了“883”，他们从小气缸哈雷摩托车Sporster中得到灵感。Pezzali和Repetto携他们的单曲Non me la menare参加了1991年的卡斯特罗卡罗音乐节。他们虽然没有获奖，但是却取得了成功：Pezzali（两人中唯一的歌唱者。）的歌声和Repetto凭借他对情节的把控力（虽然他是歌曲的共同作者，但在舞台上他仅限于跳舞。）得到了认可。此外，他们的风格开始被承认，并在之后的很多年被看做为一种带有“工厂般烙印”的歌曲类型：歌词直接面向年轻人，充满俚语和年轻人的语言，讲述普通的日常生活都是它鲜明的特点。一段时间之后诞生了第二张单曲：6/1/sfigato。
1992年诞生了他们的第一张专辑，标题为Hanno ucciso l'ucciso l'uomo ragno,里面混杂了流行音乐和摇滚乐，在一些部分也加入了hip hop的元素。特别是它的封面，封面是由Max和Mauro从一本漫画的肖像中组合而成的，完全采用了波普艺术风格，封面上描绘的是在一幢大楼的屋顶，人群看着一个盖着被子的尸体的景象。这张专辑的同名歌曲在1992年夏天风靡一时，专辑也在没有任何广告宣传和视频片段的情况下卖出650，000份的销量。专辑几乎立刻就占据了意大利最畅销专辑的第一位并使得883得到Telegatto（意大利国际表演大奖，意大利语中也称其为金猫奖。）的年度最佳新人奖和最佳专辑奖，世界音樂獎最佳意大利艺术家奖和Vota la voce的年度新人称号。

### Nord sud ovest est(1993)
由于合同的原因，Pezzali和Ropetto（专辑的大部分由二人共同完成）需要在1993年再发布一张新专辑，于是就诞生了Nord sud ovest est。刨去Sei un mito和Come mai的单曲销量，专辑成功超越前作并创造了1,350,000份的销量。专辑赢得了1993年度的Festivalbar，第三个和第四个Telegatto奖杯（分别是年度最佳乐队奖和最佳专辑奖）和第二年的世界音樂獎。单曲Come mai（和Fiorello合唱完成，Fiorello当时也是Cecchetto旗下艺人）赢得了Festival Italiano。这张专辑中的其它单曲也在几个月的时间内保持着第一的位置。鉴于专辑的成功，也推出了VHS版本，所有专辑内的视频总共售出130,000份。专辑及其VHS使用了同样的封面，仍然是漫画：这一次Pezzali和Repetto停着他们的摩托车在沙漠里的一个十字路口前，交通标志上写着专辑的名字。883已经成为一种潮流：直接、坦诚且无拘束感的歌词，讲述着不听话的年轻人的陈旧的问题。社会学家Edmondo Berselli在他的著作Canzoni之中写道：
可能没人认为883是一个社会学活动，或许这会让人发怒但真的不相关吗？可能没人怀疑他们展现出了那些从五零后世代至今的我们的那部分的意大利人吗？

### Mauro Repetto的告别和新的883 (1993-1994)
在1993、1994年的舞厅巡回演唱之后最开始的二人组开始出现裂痕并解散。他们最后的作品为Remix ’94。

## 文內注釋
1. 1 2  883在Allmusic上的頁面
2. ↑  . Melodicamente.com. 24 maggio 2012  [2014-04-19]. （原始内容存档于2014-04-19）.
3. ↑  . Il Giornale. 5 maggio 2012  [2014-04-19]. （原始内容存档于2015-06-12）.
4. ↑  . Il Giorno.   [2014-04-24]. （原始内容存档于2013-12-31）.
5. 1 2  . Orrorea33giri.com.   [2014-04-24]. （原始内容存档于2016-10-11）.
6. ↑  . Setweb.it.   [2014-04-24]. （原始内容存档于2014-04-24）.
7. ↑  . MTV Italia.   [2014-04-19]. （原始内容存档于2014-04-19）.
8. ↑  . Liveclub.it.   [2014-04-19]. （原始内容存档于2014-04-19）.
9. ↑  . Lanostratv.it.   [4 agosto 2013]. （原始内容存档于2014-04-19）.
10. ↑  . Rockol.it. 24 ottobre 2005  [2014-04-24]. （原始内容存档于2014-04-23）.